# Deutsche Poolbillard-Meisterschaft 2014 (Rollstuhlfahrer)
Die Deutsche Poolbillard-Meisterschaft 2014 war die sechste Austragung zur Ermittlung der nationalen Meistertitel der Rollstuhlfahrer in der Billardvariante Poolbillard. Sie wurde vom 18. bis 23. November 2014 in der Wandelhalle in Bad Wildungen im Rahmen der Deutschen Billard-Meisterschaft ausgetragen.
Es wurden die Deutschen Meister in den Disziplinen 8-Ball, 9-Ball und 10-Ball ermittelt.

## Medaillengewinner
| Disziplin | Gold                              | Silber                            | Bronze                            | Bronze                          |
| --------- | --------------------------------- | --------------------------------- | --------------------------------- | ------------------------------- |
| 8-Ball    | Tankred Volkmer (PBC Backnang)    | Joachim Schuler (BC Blaustein)    | Manfred Gattinger (1. PBC Passau) | Peter Rupprecht (PBC Waghäusel) |
| 9-Ball    | Manfred Gattinger (1. PBC Passau) | Tankred Volkmer (PBC Backnang)    | Joachim Schuler (BC Blaustein)    | Volker Weiß (PBC Backnang)      |
| 10-Ball   | Joachim Schuler (BC Blaustein)    | Manfred Gattinger (1. PBC Passau) | Peter Rupprecht (PBC Waghäusel)   | Volker Weiß (PBC Backnang)      |

## Modus
Die teilnehmenden Spieler spielten zunächst im Doppel-KO-System. Ab dem Halbfinale wurde im KO-System gespielt.

## Wettbewerbe

### 8-Ball
Der Wettbewerb in der Disziplin 8-Ball wurde vom 18. bis 19. November ausgetragen.

|  | Halbfinale        | Halbfinale |                 |                 | Finale | Finale |
|  |                   |            |                 |                 |        |        |
|  |                   |            |                 |                 |        |        |
|  | Joachim Schuler   | 3          |                 |                 |        |        |
|  | Peter Rupprecht   | 0          |                 |                 |        |        |
|  |                   |            | Joachim Schuler | 0               |        |        |
|  |                   |            |                 | Tankred Volkmer | 3      |        |
|  | Tankred Volkmer   | 3          |                 |                 |        |        |
|  | Manfred Gattinger | 2          |                 |                 |        |        |
|  |                   |            |                 |                 |        |        |

### 9-Ball
Der Wettbewerb in der Disziplin 9-Ball wurde vom 20. bis 21. November ausgetragen.

|  | Halbfinale        | Halbfinale |                 |                   | Finale | Finale |
|  |                   |            |                 |                   |        |        |
|  |                   |            |                 |                   |        |        |
|  | Tankred Volkmer   | 4          |                 |                   |        |        |
|  | Volker Weiß       | 0          |                 |                   |        |        |
|  |                   |            | Tankred Volkmer | 3                 |        |        |
|  |                   |            |                 | Manfred Gattinger | 4      |        |
|  | Joachim Schuler   | 0          |                 |                   |        |        |
|  | Manfred Gattinger | 4          |                 |                   |        |        |
|  |                   |            |                 |                   |        |        |

### 10-Ball
Der Wettbewerb in der Disziplin 10-Ball wurde am 23. November ausgetragen.

|  | Halbfinale        | Halbfinale |                   |                 | Finale | Finale |
|  |                   |            |                   |                 |        |        |
|  |                   |            |                   |                 |        |        |
|  | Manfred Gattinger | 3          |                   |                 |        |        |
|  | Volker Weiß       | 0          |                   |                 |        |        |
|  |                   |            | Manfred Gattinger | 0               |        |        |
|  |                   |            |                   | Joachim Schuler | 3      |        |
|  | Joachim Schuler   | 3          |                   |                 |        |        |
|  | Peter Rupprecht   | 1          |                   |                 |        |        |
|  |                   |            |                   |                 |        |        |